# Azorisk lejonhaj
Azorisk lejonhaj (Scymnodalatias garricki) är en hajart som beskrevs av Kukuev och Konovalenko 1988. Azorisk lejonhaj ingår i släktet Scymnodalatias och familjen håkäringhajar. Inga underarter finns listade i Catalogue of Life.
Azorisk lejonhaj upptäcktes i Atlanten norr och söder om Azorerna. Den hittades mellan 300 och 2000 meter under havsytan. Den första individen som blev beskriven var ett ungdjur av hankön med en längd av cirka 38 cm. Senare hittades en ungefär 80 cm lång hona. Den hade flera embryon i fortplantningstrakten.
Azorisk lejonhaj är bara känd från vetenskapliga expeditioner. I området utförs trålfiske men fram till 2015 dokumenterades inget exemplar som bifångst. IUCN kategoriserar arten globalt som otillräckligt studerad.